# Pont sur la Mentue

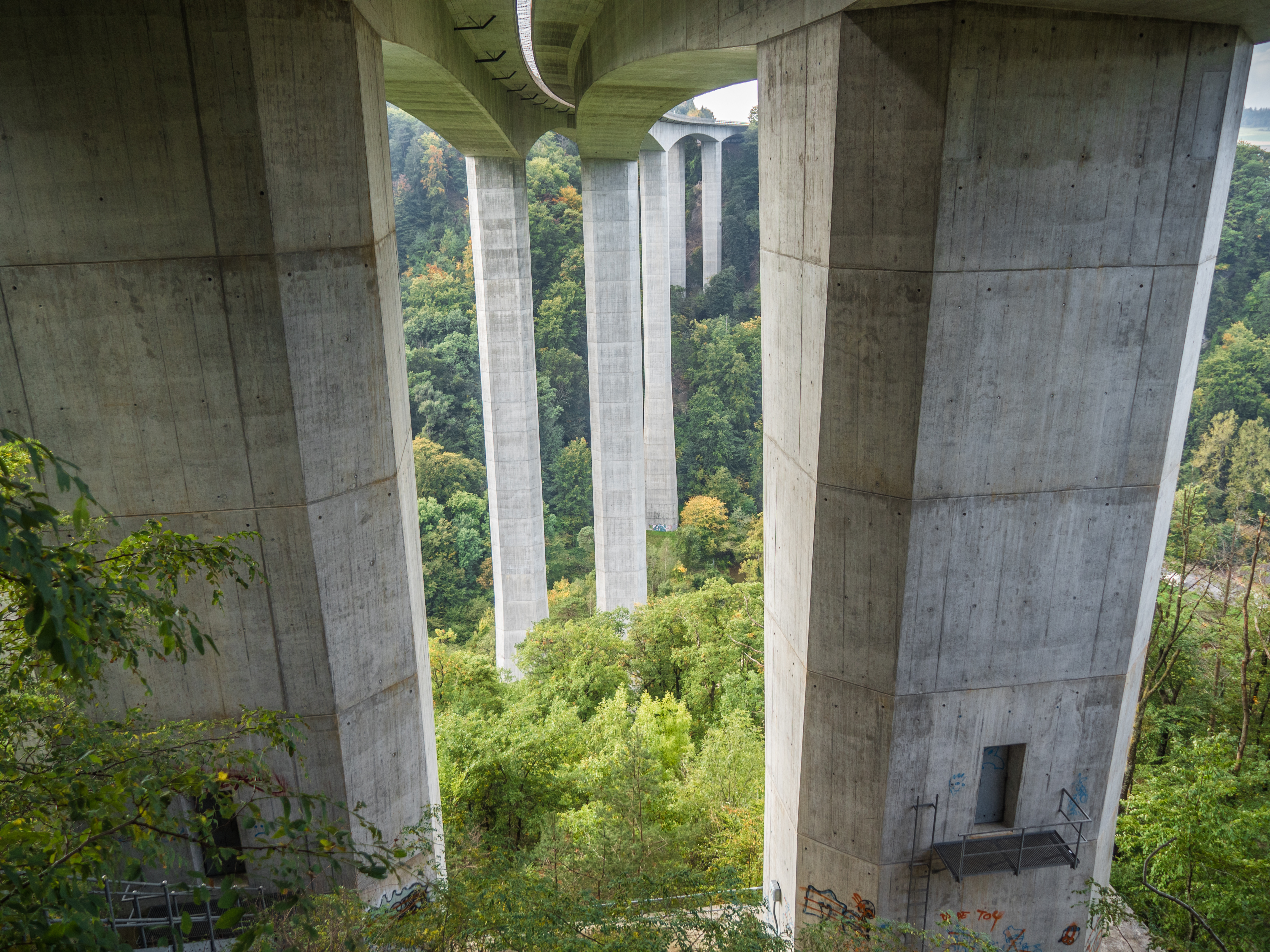

Der Pont sur la Mentue (auch: Pont sur la Menthue) ist eine 115 Meter hohe Brücke in der Schweizer Gemeinde Yvonand im Kanton Waadt, welche die Autobahn A1 über eine Schlucht des Flusses Mentue führt.
Die im Grundriss leicht gekrümmte Brücke hat in jeder Fahrtrichtung zwei Fahrbahnen und eine Standspur. Sie besteht aus zwei unmittelbar nebeneinander stehenden 565 Meter bzw. 571 Meter langen Balken-/Hohlkastenbrücken mit Feldweiten von 93 + 135 + 150 + 120 + 70 m und mit gevouteten Spannbeton-Hohlkästen, die im Freivorbau erstellt wurden. Ihre Stahlbeton-Pfeiler sind leicht tailliert, d. h. ihr sich zunächst mit ansteigender Höhe verjüngender Querschnitt wird im Gegensatz zu dem häufig zu findenden Anzug im oberen Drittel wieder grösser.
Die Brücke wurde 1999 eröffnet und gilt als die sechsthöchste Brücke der Schweiz.